# 제14회 부천국제애니메이션페스티벌
제14회 부천국제애니메이션페스티벌은 2012년 11월 7일에 열린 시상식이다.

## 수상 및 후보

### 본상-PISAF대상
- 칸 - 제피그 르 바스 수상

### 본상-심사위원 특별상
- 윌 - 유송 리 수상

### 본상-우수상 (국내)
- 연애놀이 - 정유미 수상

### 본상-우수상 (해외)
- 민달팽이의 침략 - 모튼 헬겔랜드 외 1명 수상

### 본상-관객상
- 1/2 - 케이트 핫세 수상

### 본상-온라인 우수상
- 버프 - 박근태 외 2명 수상

### 본상-네티즌 초이스
- 유혹 - 클레망스 보쉐로 수상

### 특별상- 유광선 상
- 시작은 사과로부터 - 쭈 얀통 수상
- 그레이 호프 - 한성권 수상

### 특별상- 유한대학장 상
- 교도소에서 보내는 편지 - 닐스 크노블리치 수상
- 그림자 도둑 - 김예지 수상

### 특별상- 경기디지털콘텐츠진흥원 상
- 미스터리 살인 - Bailly 외 2명 수상

### 특별상- 농협부천시지부장 상
- 알레그로 - 주윤철 수상

### 특별상-곰TV상(온라인)
- 미끼 - 루오 훙양 수상

### 학생경쟁부문
- 내가 살아가는 길 - 프랑소와 듀포우
- 날개+날개 - 애스거 그레빌
- 해피 라이프 - XIN Sun 외 1명
- 꿈에서 사는 남자 - 나다브 나크마니 외 1명
- 라이징 호프 - 밀렌 비타노브
- 또 다른 세상 - 리 징
- 뱅 - 티모 카하라
- 윌 - 유송 리
- 그림자 괴물 - 박혜미
- 나 잡아봐라 - 방소윤
- 결투 - 김은애
- 어머니 - 사헤브 람 투드
- 파랑주의보 - 알렉산드라 샤드리나
- 교도소에서 보내는 편지 - 닐스 크노블리치
- 후의 게임 - 김성영
- 착각 - 헤리 쿠니아완
- 폴의 세상 - 오페르 카포타 외 1명
- 한 남자의 모든 것 - 천칭헝
- 태양훔치기 - 마르샬 퐁탕 외 2명
- 투어봇 스키피 - 아론 램퍼트
- 쉐도우 - 김승래
- 데이드리밍 - 권민석
- 알레그로 - 주윤철
- 드래곤의 눈물 - 리 지앤씨앙
- 카게모노 - 사브리나 코투그노
- 내 이름은 Mee - 레티 펠겐드레헤
- 지극히 평범한 내 방 - 천 쿠안린
- 소녀의 세상 - 천 멍치앤 외 1명
- 토요일 - 하니예 쇼자이
- 꿀 한 방울 - 멜리사 플랑타즈
- 꿀을 갖고 튀어라 - Al COX
- 왕란 낳기 대회 - 이대한 외 2명
- 색 - 김효은
- 그림자 도둑 - 민새미
- 1/2 - 케이트 핫세
- 아웃사이드 - 그레타 스탠시아우스카이테
- 미스터리 살인 - Bailly 외 4명
- 운수 좋은 날 - 펠리시엔 콜메 다쥐
- 불같은 욕심 - 루시아릴 후탕카보디
- 구멍 - 가브리엘 허레라 토레스
- 코스모 - 그레고리 홀게이트
- 캔 - 아드리안 월큰 외 1명
- 비니스 더 문라이트 - Enrique ORTEGA CORTEZ
- 그레이 호프 - 한성권
- 온 오프 - 김슬기 외 1명
- 시작은 사과로부터 - 쭈 얀통
- 칸 - 제피그 르 바스
- 무서운 동화 - 안나 밀루셰바
- 일루지아 - Udi ASOULIN 외 1명
- 보이지 않는 - 이네스 프레이타스
- 수상한 남자 - 토비아스 누스바움 외 1명
- 벗어날 수 없는 - 이샤이 세메쉬
- 위험한 선물 - 이샤이 세메쉬 외 3명
- 민달팽이의 침략 - 모튼 헬겔랜드 외 1명
- 사라지고 또렷해지는 - 김윤지
- 연애놀이 - 정유미
- 매혹적인 스마트폰 - 린 저샤오
- 유혹 - 클레망스 보쉐로
- 미끼 - 루오 훙양
- 모자 도둑 - 류 신신
- 다리 너머 세상 - 장 닝 외 2명
- 캐스트어웨이 - 조나스 오트
- 버프 - 박근태 외 2명
- 뿌리 - 하동현
- 선녀와 나무꾼 - 조영글 외 2명
- 안녕, 아빠 - 정희현 외 1명
- 창공을 향해 - 김태래 외 2명

### 마스터클래스
- 디즈니 마스터클래스
- 마스터클래스

### 해외교류상영작
- 안시국제애니메이션영화제 수상작 모음
- 세계교류영화제

### 옴니버스
- 변신자동차 또봇- 날아라 또봇
- 구름빵
- 뽀로로 - 신창환
- 라바

### 기획전
- 환타지아 2000 - 제임스 알가 외 2명
- 웨이킹 슬리핑 뷰티 - 돈 한

### 학생, 인디 스페셜
- 원 테이블 - 김근정
- 할아버지 - 팀 할아버지
- 달뜬 - 김진주
- 하하 - 동그라미
- 나는 총알이다. - 홍대영
- 천원방랑기 - 나정인 외 2명

### 자동차 극장
- 라바
- 고 녀석 맛나겠다 - 후지모리 마사야
- 로렉스 - 크리스 리노드 외 1명

### 애니 뮤직 비디오
- 고릴라즈
- B.A.P

### 장편
- 도서관 전쟁 : 혁명의 날개 - 하마나 타카유키
- 아기기린 자라파 - 레미 베잔송 외 1명
- 르 타블로 - 장 프랑수아 라귀니
- 구스코 부도리의 전기 - 스기이 기사부로
- 나의 저승길 이야기 - 안카 다미안
- 프레디 프로그페이스 - 피터 도드
- 베르세르크 황금 시대 편 I 패왕의 알 - 쿠보오카 토시유키
- 베르세르크 황금 시대 편 II 도루도레이 공략 - 쿠보오카 토시유키
- 메다카 박스 - 사에키 쇼지
- 꼬마산타 니콜라스 - 뤽 뱅시게라
- 저수지의 괴물 - 이성강
- 메밀꽃 필 무렵 - 안재훈
- 창 - 연상호